# Copa de la Princesa de Voleibol 2014
La Copa de la Princesa es una competición que se disputa en el voleibol a lo largo de dos días en una misma sede. La competición se lleva disputando durante varios años, siendo esta la VII edición. En esta ocasión, el Polideportivo Municipal de Bayas en Miranda de Ebro (España) acogerá un torneo cuya organización corrió a cargo del CV Torrelavega.

## Sistema de competición
La primera fase se lleva a cabo durante la primera ronda de la liga regular o Superliga 2. Los 3 equipos con mayor número de puntos se clasifican por la vía deportiva y el organizador. En caso de que este esté en esas tres plaza, también iría el cuarto clasificado.
Una vez dentro, los equipos juegan un torneo con formato de "Final Four" con semifinales y final. En las semifinales se enfrentan los primeros contra los segundos del otro grupo. Los finalistas se dan cita al día siguiente para conocer quién será el vencedor y por lo tanto el campeón de la competición oficial.

## Equipos participantes
Organizador:
· CV Torrelavega
Equipos de esta edición:
· Emevé Élide
· Volley is Life Grupo 2008
· RGC Covadonga

## Cuadro de la Copa
|  | Semifinales | Semifinales               | Semifinales | Semifinales    | Semifinales | Semifinales | Semifinales |    |             | Final | Final | Final | Final | Final | Final | Final |  |
|  |             |                           |             |                |             |             |             |    |             |       |       |       |       |       |       |       |  |
|  |             |                           |             |                |             |             |             |    |             |       |       |       |       |       |       |       |  |
|  | 3           | Emevé Élide               | 25          | 25             | 26          | 25          |             |    |             |       |       |       |       |       |       |       |  |
|  | 3           | Emevé Élide               | 25          | 25             | 26          | 25          |             |    |             |       |       |       |       |       |       |       |  |
|  | 1           | Volley is Life Grupo 2008 | 17          | 17             | 28          | 21          |             |    |             |       |       |       |       |       |       |       |  |
|  | 1           | Volley is Life Grupo 2008 | 17          | 17             | 28          | 21          |             | 3  | Emevé Élide | 25    | 25    | 25    |       |       |       |       |  |
|  |             |                           |             |                |             |             |             | 3  | Emevé Élide | 25    | 25    | 25    |       |       |       |       |  |
|  |             |                           | 0           | CV Torrelavega | 14          | 22          | 22          |    |             |       |       |       |       |       |       |       |  |
|  | 3           | CV Torrelavega            | 0           | CV Torrelavega | 14          | 22          | 22          | 25 | 17          | 25    | 27    |       |       |       |       |       |  |
|  | 3           | CV Torrelavega            |             |                |             |             |             | 25 | 17          | 25    | 27    |       |       |       |       |       |  |
|  | 1           | RGC Covadonga             | 21          | 25             | 23          | 25          |             |    |             |       |       |       |       |       |       |       |  |
|  | 1           | RGC Covadonga             | 21          | 25             | 23          | 25          |             |    |             |       |       |       |       |       |       |       |  |
|  |             |                           |             |                |             |             |             |    |             |       |       |       |       |       |       |       |  |

| Predecesor: Copa de la Princesa 2013 Barcelona | 'Copa de la Princesa 2014' Miranda de Ebro | Sucesor: Copa de la Princesa 2015 Madrid |